# Holden Radcliffe
Holden Radcliffe es un personaje de ficción que aparece en los cómics estadounidenses publicados por Marvel Comics. El personaje es un enemigo de la Máquina Adolescente.
El personaje hizo su debut de acción en vivo en la serie de televisión del Universo cinematográfico de Marvel Agents of S.H.I.E.L.D., interpretado por John Hannah, en la tercera y cuarta temporada.

## Historial de publicaciones
El personaje, creado por Marc Sumerak y Mike Hawthorne, apareció por primera vez en Machine Teen # 1 (julio de 2005).

## Historia
En el contexto de las historias, Radcliffe es un hombre de negocios, científico y CEO de la Corporación Holden Radcliffe que está interesado en el desarrollo de androides como soldados. Radcliffe forzó al Dr. Aaron Isaacs a trabajar para él después de que su jefe científico destruyera el trabajo.
Después de años de búsqueda del Dr. Isaacs, que había creado el robot hijo de Adam en este punto, secuestra a Isaacs, junto con Adam y sus amigos. Radcliffe tortura a Adam en un esfuerzo para lavar el cerebro y tomar el control del "niño", pero esto es una treta y Radcliffe se mató más tarde después de que Adam se autodestruyera.

## En otros medios

### Televisión
Holden Radcliffe aparece en la serie de televisión Agents of S.H.I.E.L.D. interpretado por John Hannah. Esta iteración es más comprensiva que su contraparte de cómic y tiene un gran interés en Leo Fitz ya que siente que respeta su trabajo.
- - En la tercera temporada, aparece en "The Singularity", donde Fitz y Jemma Simmons acuden a él en busca de ayuda para luchar contra Hive, pero lo secuestran y se ve obligado a crear Inhumanos donde sus experimentos incluyen un compuesto de cristales Terrigenos, la sangre de Daisy Johnson y Kree Reaper y la fisiología parasitaria de Hive dieron como resultado la creación de los Primitivos Inhumanos.[5] Eventualmente es rescatado por S.H.I.E.L.D. y se inspira para crear Life Model Decoys comenzando con su A.I. AIDA[6][7] a quien le revela a Fitz en "The Ghost" (episodio 1 de la cuarta temporada) con la intención de beneficiar a la humanidad.[8]
  - En la cuarta temporada, Radcliffe usa a S.H.I.E.L.D. para poseer el Darkhold para sus propios fines, incluso reemplazando a Melinda May con un LMD como parte de su plan.[9][10] Radcliffe luego crea el Framework, una realidad virtual que en realidad había diseñado para su antiguo amante moribundo, y la inspiración de Aida, Agnes Kitsworth.[11] Aida mata a Radcliffe después de darse cuenta de que era un peligro potencial para el Framework (explotando un defecto en sus órdenes), aunque Aida descarga su conciencia como una forma de "protegerlo".[12] En el episodio "Identity and Change", el consciente de Radcliffe vive el resto de su existencia con Agnes en el Framework hasta la llegada de S.H.I.E.L.D. y la contraparte virtual de Aida, Ophelia, lo que resulta en la muerte de Agnes y lleva a Radcliffe lejos para ser torturado.[13] Sin nada que perder, Radcliffe recurre a ayudar al equipo a escapar del Framework a través de una 'puerta trasera' que él creó.[14][15] En el episodio "World's End", Radcliffe se encuentra con Yo-Yo Rodríguez quien ingresó al Framework para recuperar a Mack cuando el mundo comienza a desaparecer lentamente. Después de que Yo-Yo rescata a Mack, Radcliffe se sienta en una playa con una botella de alcohol resignado a sus momentos finales. Él cita la estrofa final en Los hombres huecos de T.S. Eliot. Antes de que pueda terminarlo, se elimina junto con el Framework.[16][17]